# 森時之助
森 時之助（もり ときのすけ、1841年〈天保12年8月〉- 1899年〈明治32年〉12月）は、明治時代の政治家、銀行家。衆議院議員（1期）。

## 経歴
上総国長柄郡中里村（長生郡白潟村、白潟町を経て、現白子町）の河野惣兵衛の家に生まれ、のち東京で森家の養子となる。戊辰戦争に従軍し軍功を挙げ、薩摩藩主・島津茂久（島津忠義）に招かれ一時鹿児島に住む。官職に転じたのち実業界に入り、1883年（明治16年）第六十国立銀行の頭取となるが、失策により多額の損害を被る。1887年（明治20年）東京府会議員に当選し、1889年（明治22年）同市会議員となった。
1890年（明治23年）7月の第1回衆議院議員総選挙では東京府第10区から出馬し当選するが、任期途中の1891年（明治24年）2月27日に辞任した。墓所は中里法性寺。